# Пола Икс (фильм)
«Пола Икс» (Pola X) — художественный фильм-драма 1999 года режиссёра Леоса Каракса с Гийомом Депардьё и Екатериной Голубевой в главных ролях. Основой для сценария послужил роман «Пьер, или Двусмысленности» американского писателя Германа Мелвилла.

## Сюжет
Пьер (Гийом Депардьё), молодой писатель, счастливо живёт со своей матерью Мари (Катрин Денёв) в аристократическом особняке на берегу Сены. Он красив, ни в чём не нуждается и намерен в скором времени жениться на своей кузине Люси (Дэльфин Шийо). Он, Люси и его двоюродный брат Тибо росли вместе, затем Тибо получил работу в Чикаго и уехал, но теперь вернулся. Когда Пьер встречается с ним в Париже в кафе, Тибо указывает ему на таинственную девушку, которая следит за ними. Пьер пытается догнать её, но она убегает. Перед этим он говорит со своей невестой Люси о том, что ему в течение долгого времени снится загадочная темноволосая девушка. Вечером Пьер едет на мотоцикле через лес и встречает эту таинственную девушку (Екатерина Голубева). Пьер преследует её, догоняет, и она рассказывает свою историю. Девушка сообщает, что её зовут Изабель и она является единокровной сестрой Пьера, незаконнорождённой дочерью их общего отца, отказавшегося от неё. Она выросла в приемной семье, была беженкой и теперь незаконно приехала во Францию из восточной Европы вместе со своей подругой Разеркой и её маленькой дочерью, и сейчас все трое живут на улице.
Когда Пьер возвращается домой, его целиком поглощает идея помощи несчастной сестре. Ничего не рассказав матери, он со скандалом уходит из дома и находит Изабель. Вместе они в течение нескольких дней скитаются по Парижу. Тибо в унизительной форме отказывается помочь ему. Они находят пристанище на заброшенном складе, где живёт и устраивает рок-концерты банда террористов. Они нуждаются в деньгах, но Пьер уверен, что отказ от прежней обеспеченной жизни поможет ему написать новый и великий роман. Скоро между ним и Изабель начинаются интимные отношения.
Мари разбивается на мотоцикле. Пьер отказывается принять наследство, не желая иметь с прежней жизнью ничего общего. 
Через некоторое время место жительства Пьера обнаруживает Люси, которая просит его разрешить ей жить вместе с ним и Изабель. Она говорит, что это будет её жертвоприношение.  Против этого резко возражает Тибо, другой кузен Пьера, но не может остановить Люси. Пьер постоянно пишет и наконец отправляет первую часть своего романа в издательство. Пока он ожидает денег, издательница его первого романа организует встречу с читателями. На ней раскрывается его псевдоним. Встреча проходит неудачно для Пьера, и он тяжело переживает то, что его считают притворщиком. Во время речной прогулки Изабель в отчаянии пытается покончить с собой, бросившись в Сену, но Пьер спасает её. В больнице её посещает Тибо. Из издательства приходит письмо с резко негативным отзывом: Пьера заподозрили в плагиате. Изабель сообщает, что Тибо знает об их отношениях. Пьер, забрав два принадлежащих террористам пистолета, едет в город и убивает Тибо. На место убийства приезжают Изабель с Люси и видят, как Пьера забирает полиция. Изабель совершает самоубийство, бросившись под автомобиль.

## В ролях
| Актёр              | Роль       |
| ------------------ | ---------- |
| Гийом Депардьё     | Пьер       |
| Екатерина Голубева | Изабель    |
| Катрин Денёв       | Мари       |
| Дэльфин Шийо       | Люси       |
| Лоран Люка         | Тибо       |
| Паташу             | Маргарита  |
| Петрута Катана     | Разерка    |
| Михаэлла Силахи    | девочка    |
| Шарунас Бартас     | дирижёр    |
| Самуэль Дюпюи      | Фред       |
| Матиас Млекуц      | Мари       |
| Тилль Линдеманн    | барабанщик |
| Кристоф Шнайдер    | барабанщик |